# André Nzapayéké
André Nzapayéké (Bangassou, Frans-Equatoriaal-Afrika - thans de Centraal-Afrikaanse republiek (CAR), 20 augustus 1951) was van 27 januari tot 10 augustus 2014 interim-premier van de CAR.

## Vroege loopbaan
Nzapayékés vader was een pastoor die ook werkte als handelaar. Hij was een goede student en kreeg een beurs voor de studie culturele antropologie aan de Universiteit van Amsterdam (waarvoor hij wel eerst Nederlands moest leren).
Hij werkte in de CAR in de ontwikkelingssector en bestudeerde vele dorpen in het land. Later richtte hij het adviesbureau Cossocim op en gaf college aan de universiteit. Aan het begin van de jaren 1990 was hij lid van de Veiligheidsraad van de regering, waar hij zich bezighield met de kwestie van de muitende soldaten. Onder president André Kolingba was hij kort minister van plattelandsontwikkeling.
Nzapayéké was enkele jaren lid van het middenkader bij de Afrikaanse Ontwikkelingsbank, waar hij nadien werd verkozen tot voorzitter van het personeelscomité. Nadien was hij kortstondig vertegenwoordiger (administrateur) voor een groep Centraal Afrikaanse landen bij de Raad van Bestuur van de Afrikaanse Ontwikkelingsbank, waar hij zich inzette voor de uitvoering van de vredesverdragen tussen de partijen in het conflict in Soedan. Hij werkte ook voor de Wereldbank en de Verenigde Naties. In november 2012 werd hij vicepresident van de Ontwikkelingsbank van Centraal-Afrikaanse staten.

## Politieke loopbaan
Nzapayéké werd in januari 2014 op voordracht van president Catherine Samba-Panza tot premier benoemd, tijdens de burgeroorlog in de CAR. Zijn benoeming volgde op die van president Samba-Panza en het aftreden van premier Nicolas Tiangaye. Hij kreeg ook de opdracht het land naar de verkiezingen van 2015 te leiden. Hoewel hij niet de kandidaat van de Selekacoalitie was, werd hij wel door de Seleka geaccepteerd.
Ten tijde van zijn benoeming was Nzapayéké niet erg bekend in de CAR. Hij verklaarde dat zijn eerste prioriteit zou zijn een einde te maken aan de bloedbaden en andere gruweldaden in het land als de belangrijkste stap naar de verkiezingen, en daarna de miljoen ontheemden te helpen. Het beëindigen van het geweld tussen christenen en moslims zag hij als de sleutel om de veiligheid in het land te herstellen.
De staatsradio kondigde op 5 augustus 2014 Nzapayékés aftreden aan. De reden voor zijn aftreden was het afbreken van de vredesonderhandelingen in Brazzaville. Hij werd opgevolgd door opgevolgd door Mahamat Kamoun, de eerste moslim premier van het land.
Op 13 juni 2015 werd Nzapayéké benoemd tot ambassadeur van de CAR voor Zuidelijk Afrika, gestationeerd in Pretoria. Hij kreeg de opdracht de verstoorde betrekkingen tussen de CAR en Zuidelijk Afrika te normaliseren. Sinds 27 oktober 2016 is hij tevens ambassadeur van de CAR voor Nieuw-Zeeland en sinds 16 mei 2017 voor de Seychellen.